# Luther Singh
Luther Wesley Singh (ur. 5 sierpnia 1997 w Noordgesigu) – południowoafrykański piłkarz występujący na pozycji lewego skrzydłowego w serbskim klubie FK Čukarički oraz reprezentacji Południowej Afryki. Olimpijczyk (2020).

## Kariera klubowa
Singh karierę piłkarską rozpoczął w Stars of Africa Academy. W 2015 został zawodnikiem szwedzkiego klubu GAIS. W 2017 przeszedł do drugiej drużyny SC Braga. W styczniu 2019 został wypożyczony na pół roku do GD Chaves, w którego barwach zadebiutował w Primeira Liga (3 stycznia 2019 w zremisowanym 0:0 meczu z CD Feirense). Latem 2019 został wypożyczony do Moreirense FC, a rok później do FC Paços de Ferreira. 18 sierpnia 2021 przeszedł do FC København. W Superligaen zadebiutował cztery dni później, w meczu z SønderjyskE (2:0). 24 sierpnia 2022 został wypożyczony po raz drugi w karierze do GD Chaves. 5 września 2023 został zawodnikiem FK Čukarički.

## Kariera reprezentacyjna
Singh występował na igrzyskach olimpijskich w Tokio. Rozegrał na nich trzy spotkania.
28 marca 2017 zadebiutował w pierwszej reprezentacji Południowej Afryki w zremisowanym 0:0 spotkaniu towarzyskim z Angolą.